# Sylvia Pio
Sylvia Mizpah Pio (født 29. november 1876 i Ishøj, død 24. april 1932 i København) var en dansk socialist, datter af Augusta Jørgensen og Louis Pio og en periode lensgrevinde.
Sylvia Pio voksede op "i et jævnt miljø" og pådrog sig som 27-årig tyfus. Hun mødte under et rekreationsophold grev Eggert Knuth, som hun 6. juli 1903 blev gift med. Parret fik i 1904 sønnen Frederik og i 1911 datteren Eva. I 1912 blev ægteskabet opløst, og Sylvia Pio flyttede til København. I 1917 giftede hun sig med skuespilleren Johannes Poulsen. Det ægteskab opløstes i 1922. Sylvia Pio arbejdede op til Socialdemokratiets 50-års jubilæum i 1921 på at få æresoprejsning for sin far og fik med hjælp fra Thorvald Stauning Louis Pios aske til København, hvor den blev bisat i en obelisk på Vestre Kirkegård.